# ⱴ
Cette page contient des caractères spéciaux ou non latins. S’ils s’affichent mal (▯, ?, etc.), consultez la page d’aide Unicode.
ⱴ (uniquement en minuscule), appelé v bouclé, est un symbole non standard utilisé avec l’alphabet phonétique international pour représenter la consonne battue labio-dentale voisée.

## Histoire
Le symbole v bouclé a été utilisé pour représenter une consonne battue labio-dentale voisée par Clement Martyn Doke en 1931 ainsi que par d’autres auteurs comme Archibald Tucker (en) en 1940, Richardson en 1957, Carl Hoffman en 1963, A. N Tucker et M. A. Bryan en 1966 dans Linguistic analysis et Joseph Greenberg en 1983.
Le v bouclé est utilisé comme symbole pour une consonne battue labio-dentale comme alternative au symbole API v brève ‹ v̆ › ou au symbole v crochet droit ‹ ⱱ › proposé par Demolin en 1988. En 1999, Olson et Hajek proposent le v bouclé ‹ ⱴ › ou le v crochet droit ‹ ⱱ › comme symbole officiel de l’API.
Le v crochet droit est adopté comme symbole de l’API en 2005.

## Représentations informatiques
Le v bouclé peut être représenté avec les caractères Unicode (Latin étendu C) suivant :
| formes    | représentations | chaînes de caractères | points de code | descriptions                     |
| --------- | --------------- | --------------------- | -------------- | -------------------------------- |
| minuscule | ⱴ               | ⱴ                     | U+2C74         | lettre minuscule latine v bouclé |